# روز جهانی حفاظت از لایه ازون

حفره لایه ازون در نیم‌کره جنوبی بین سال‌های ۱۹۵۷ تا ۲۰۰۱

۱۶ سپتامبر از سوی مجمع عمومی سازمان ملل متحد به عنوان روز جهانی حفاظت از لایه ازون (به انگلیسی: International Day for the Preservation of the Ozone Layer) تعیین شده‌است. این نامگذاری در ۱۹ دسامبر ۲۰۰۰ انجام شد و در حقیقت بزرگداشتی برای پیمان مونترال است؛ معاهده بین‌المللی که در سال ۱۹۸۷ انجام شد و کشورها متعهد شدند تا برای حفاظت از لایهٔ ازون اقدام کنند.
در سال ۱۹۹۴، مجمع عمومی سازمان ملل موافقت خود را با تعیین روزی به عنوان روز حفاظت از لایهٔ ازون اعلام کرد. در نتیجه، ۱۶ سپتامبر به عنوان روز حفاظت از لایه ازون انتخاب شد.
۳۰ سال پس از امضای پیمان مونترال، تأیید شد که حفرهٔ لایهٔ ازون در حال ترمیم است. با توجه به تأثیرات گازهای کاهش ازون، انتظار می‌رود تا اثرات شیمیایی این نوع گازها بین ۵۰ تا ۱۰۰ سال ادامه یابد.